# Сычёвский (Нехаевский район)
Сычёвский, также пишется как Сычевский — хутор в Нехаевском районе Волгоградской области России. Входит в состав Упорниковского сельского поселения. Население 9 чел. (2010) .

## История
В соответствии с Законом Волгоградской области от 24 декабря 2004 года № 977-ОД «Об установлении границ и наделении статусом Нехаевского района и муниципальных образований в его составе», хутор вошёл в состав образованного Упорниковского сельского поселения.

## География
Расположен в северо-западной части региона. Есть пруд.
Уличная сеть не развита.
Абсолютная высота 177 метров над уровнем моря.

## Население
| 2010 |
| ---- |
| 9    |

Гендерный состав
По данным Всероссийской переписи населения 2010 года в гендерной структуре населения из 9 человек мужчин — 3, женщин — 6 (33,3 и 66,7 % соответственно).
Национальный состав
Согласно результатам переписи 2002 года, в национальной структуре населения
русские составляли 100 % от общей численности населения в 11 чел..

## Инфраструктура
Личное подсобное хозяйство.

## Транспорт
Просёлочные дороги. Одна из них ведет на подъездную автодорогу от автомобильной дороги «Самойловка (Саратовская область) — Елань — Преображенская — Новоаннинский — Алексеевская — Кругловка — Шумилинская (Ростовская область)» к ст-це Нехаевская (идентификационный номер 18 ОП РЗ 18К-6-18).